# Lawrence Sanders
Lawrence Sanders (n. 15 martie 1920 – d. 7 februarie 1998) a fost un scriitor de thriller american.
1. 1 2  Catálogo de autoridades BNMM[*] Verificați valoarea |titlelink= (ajutor)
2. 1 2  Lawrence Sanders, Internet Speculative Fiction Database, accesat în 9 octombrie 2017
3. 1 2  Babelio
4. 1 2  Lawrence Sanders, SNAC, accesat în 9 octombrie 2017
5. 1 2  databáza autorít SNK
6. ↑  LIBRIS, 9 mai 2008, accesat în 24 august 2018
7. ↑  Autoritatea BnF, accesat în 10 octombrie 2015
8. ↑  Lawrence Sanders, Babelio, accesat în 9 octombrie 2017
9. ↑   https://edgarawards.com/category-list-best-first-novel/ Lipsește sau este vid: |title= (ajutor)